# Женская сборная Панамы по волейболу
Женская национальная сборная Панамы по волейболу (исп. Selección femenina de voleibol de Panama) — представляет Панаму на международных волейбольных соревнованиях. Управляющей организацией выступает Панамская федерация волейбола (исп. Federación Panameña de Voleibol).

## История
Панамская федерация волейбола — член ФИВБ с 1968 года.
Свои первые международные матчи женская сборная Панамы провела в феврале 1938 года на проходивших в стране IV Центральноамериканских и Карибских играх. Соперницами хозяек соревнований были сборные Мексики и Пуэрто-Рико. Панамские волейболистки проиграли во всех четырёх проведённых на турнире матчах, став тем не менее бронзовыми призёрами Игр.
Следующее появление сборной Панамы на международной арене произошло лишь спустя 31 год на I чемпионате NORCECA. Итогом стало последнее — 7-е — место при трёх поражениях в трёх матчах группового раунда от команд Гаити, Мексики и США. В последующем панамские волейболистки ещё дважды принимали участие в континентальных первенствах, но выше 8-го места не поднимались.
С 2005 сборная Панамы участвует в отборочных турнирах чемпионатов мира и в 2014 оказалась наиболее близка от попадания на мировое первенство. В 3-м раунде континентальной квалификации в своей группе панамские волейболистки лишь в финале проиграли сборной США, а в дополнительном этапе отбора замкнули турнирную таблицу, уступив командам Мексики, Тринидада и Тобаго, Коста-Рики и Никарагуа.
Практически постоянно сборная Панамы участвует в розыгрышах Центральноамериканского Кубка и является двукратным победителем этого турнира, в котором выступают национальные команды стран-членов Ассоциации волейбольных федераций Центральной Америки (АFECAVOL). Ещё дважды панамские волейболистки становились серебряными призёрами соревнований и один раз — бронзовыми. 5 раз команда Панамы принимала участие в Центральноамериканских играх и четырежды выигрывала медали, став победителем в волейбольном турнире первых подобных Игр.

## Результаты выступлений и составы

### Чемпионаты мира
В чемпионатах мира 1952—2002 (основной турнир и квалификация) сборная Панамы участия не принимала.
- 2006 — не квалифицировалась
- 2010 — не квалифицировалась
- 2014 — не квалифицировалась
- 2018 — не квалифицировалась

- 2006 (квалификация): Анаянси Ортис, Наярет Кинтеро, Селестина Уртадо, Силейни Араус, Талия Бекфорд, Сиомара Сильгадо, Анхела Томас, Жасмин Рохас, Стефани Бриттон, Америка Руис, Кармен Бейтия, Кэтрин Таджу. Тренер — Хосе Ремон.
- 2010 (квалификация): Анаянси Ортис, Диоленис Дельгадо, Джоанна Арройо, Таис Москера, Мария Гэллимор, Катюшка Кинтана, Карина Корелья, Суани Террерос, Стефани Бриттон, Америка Руис, Хэшлин Куэро, Йоханни Комри. Тренер — Хосе Ремон.
- 2014 (квалификация): Кэтрин Таджу, Кларисса Ломбардо, Джоанна Арройо, Диоленис Дельгадо, Мария Гэллимор, Карина Корелья, Суани Террерос, Жасмин Рохас, Анабель Маккензи, Катюшка Кинтана, Хэшлин Куэро, Анаянси Ортис, Таис Москера, Йоханни Комри, Юранис Араус, Айкса Мидлтон. Тренер — Рейнальдо Ортега.
- 2018 (квалификация): Кариани Саэнс, Мария Каролина Аньино, Джоанна Арройо, Диоленис Дельгадо, Мария Гэллимор, Анхела Эванс, Льогим Батлер Томас, Жасмин Рохас, Анабель Маккензи, Йилин Нг Хе, Йенни Мадрид, Хэшлин Куэро. Тренер — Элиот Кларк.

### Чемпионаты NORCECA
Сборная Панамы принимала участие в трёх чемпионатах NORCECA.
- 1969 — 7-е место
- 1985 — 7-е место
- 2011 — 9-е место

- 2011: Кэтрин Таджу, Жасмин Рохас, Таис Москера, Джоанна Арройо, Диоленис Дельгадо, Мария Гэллимор, Анхела Эванс, Карина Корелья, Суани Террерос, Катюшка Кинтана, Хэшлин Куэро, Йоханни Комри. Тренер — Рейнальдо Ортега.

### Центральноамериканские и Карибские игры
Сборная Панамы принимала участие в четырёх волейбольных турнирах Центральноамериканских и Карибских игр.
- 1938 —  3-е место
- 1970 — 5-е место
- 1974 — 7-е место
- 1982 — 7-е место

- 1938: Урания Эспино, Ольга Янис, Сесилия Франчески, Дельмира Пьерсе, Марта Альварадо, исольда Майерс, Франсиска Карденас, Ольга Хиральдес, Лихия Васкес, Эсперанса Эспино, Ольянта Франчески, Мария Ричардс.

### Центральноамериканские игры
| - 1973 — 1-е место - 1977 — 2-е место - 1986 — не участвовала - 1990 — не участвовала - 1994 — 3-е место | - 1997 — не участвовала - 2001 — не участвовала - 2010 — 3-е место - 2013 — 5-е место - 2017 — 5-е место |

### Центральноамериканский Кубок
| - 1974 — 1-е место - 1976 — 1-е место - 1977 — не участвовала - 1987 — не участвовала - 1989 — 5-е место - 1991 — 2-е место - 1993 — не участвовала - 1995 — 6-е место - 1997 — 4-е место - 1999 — 7-е место - 2000 — 5-е место | - 2002 — 5-е место - 2004 — не участвовала - 2006 — 4-е место - 2008 — 4-е место - 2010 — 2-е место - 2012 — 5-е место - 2014 — 4-е место - 2016 — 3-е место - 2018 — 6-е место - 2021 — 5-е место - 2023 — 7-е место |

## Состав
Сборная Панамы в розыгрыше Центральноамериканского Кубка 2023.
| №  | Имя, фамилия           | Год рождения | Рост | Амплуа      | Клуб       |
| -- | ---------------------- | ------------ | ---- | ----------- | ---------- |
| 4  | Марилус Гонсалес       | 2004         | 165  | нападающая  | «Верагуас» |
| 5  | Экатерина Уренья       | 2005         | 170  | нападающая  | «Верагуас» |
| 7  | Анхела Эванс           | 1993         | 181  | центральная | «Панама»   |
| 9  | Дженнифер Лопес        | 2000         | 157  | связующая   | «Эррера»   |
| 10 | Ингрид Ласкано Уилсон  | 1994         | 178  | нападающая  |            |
| 11 | Анабель Маккензи       | 1993         | 180  | центральная | «Панама»   |
| 12 | Найойсс Кэмпбелл Эллис | 2000         | 169  | нападающая  | «Колон»    |
| 14 | Кристин Гонсалес       | 2005         | 172  | связующая   | «Чирики»   |
| 16 | Стефани Ласкано        | 1997         | 167  | нападающая  | «Чирики»   |
| 18 | Хэшлин Куэро           | 1990         | 176  | связующая   | «Панама»   |
| 20 | Ана Роблес             | 2002         | 178  | центральная | «Верагуас» |
| 25 | Яремис Консепсьон      | 2000         | 175  | нападающая  | «Панама»   |

- Главный тренер — Дженни Мадрид.
- Тренер — Таис Москеро.